# ドルー・タル
ドルー・タル （ヘブライ語: דרור טולידאנו　Dror Toledano、 1957年10月7日 - ）は、イスラエル出身の芸術家兼写真家で、米国のニューヨーク市に在住して活動している。
彼の作品は世界各国で展示されており、米国ではノートン美術館やニューブリテン アメリカンアート美術館などに常設展示の作品がある。またジ・エコール (Ecole Internationale de New York) や各地の画廊展示にも彼の作品が含まれている。

## 前半生
1957年10月7日、ドリュー・タルはイスラエルの地中海沿岸都市ハイファで、ドロール・トレダーノ(Dror Toledano) として生まれた。タルは、ゲウラ小学校それからボスマット（イスラエル工科大学付属の高専中学校）に通い、建築と工学とインテリアデザインを学んだ。1976年から1979年までイスラエル国防軍に兵役し、第77装甲旅団の戦車司令官を務めた。

## 経歴
1981年、タルはニューヨークに引っ越すとファッション業界で働き、はじめは著名な美術写真家（ケン・ダンカンなど）のメイクアップアーティストとして、その後リンダ・ジョイ・クチュールのマネージャー兼デザイナーとしてファッション写真家のキャリアを積み始めた。
1993-2005年にかけて、タルはフリーランスの写真家として働き、数多くのファッション雑誌やファッションメーカー、アート関連の出版物やフィットネス系の出版物で編集撮影や宣伝活動をした。
2005年からタルは自分の芸術に執心するようになり、2006年よりサンタフェの画廊(Emmanuel Fremin GalleryやCarroll Turner Gallery)とパリの画廊(NM and Mark Hachem Gallery)で世界的に作品発表するようになった。彼の作品は世界の様々な画廊や美術館で展示されており、拠点のニューヨークほか米国各地での美術展をはじめ、ドバイ、香港、イスタンブール、トロント、シンガポールでの著名な国際美術展でも展示されている。
2013年、トルコのレザン・ハス美術館で行われたイスタンブール・ビエンナーレにて、彼の『Worlds Apart』と題された一連の作品群が個展として展示された。2015年には、パリの画廊(Mark Hachem Gallery)とリール (フランス)の写真美術館(La Maison de la Photographie)で個展として『Worlds Apart』が展示された。
タルは、自分の作品における主題として人類を考えており、民族特色のある主題（特に民族の顔と目）を中心に展開している 。
彼はマンハッタンに在住して活動しており、私生活ではニューヨークとマイアミビーチとニース (フランス)を行き来している。

## ギャラリー

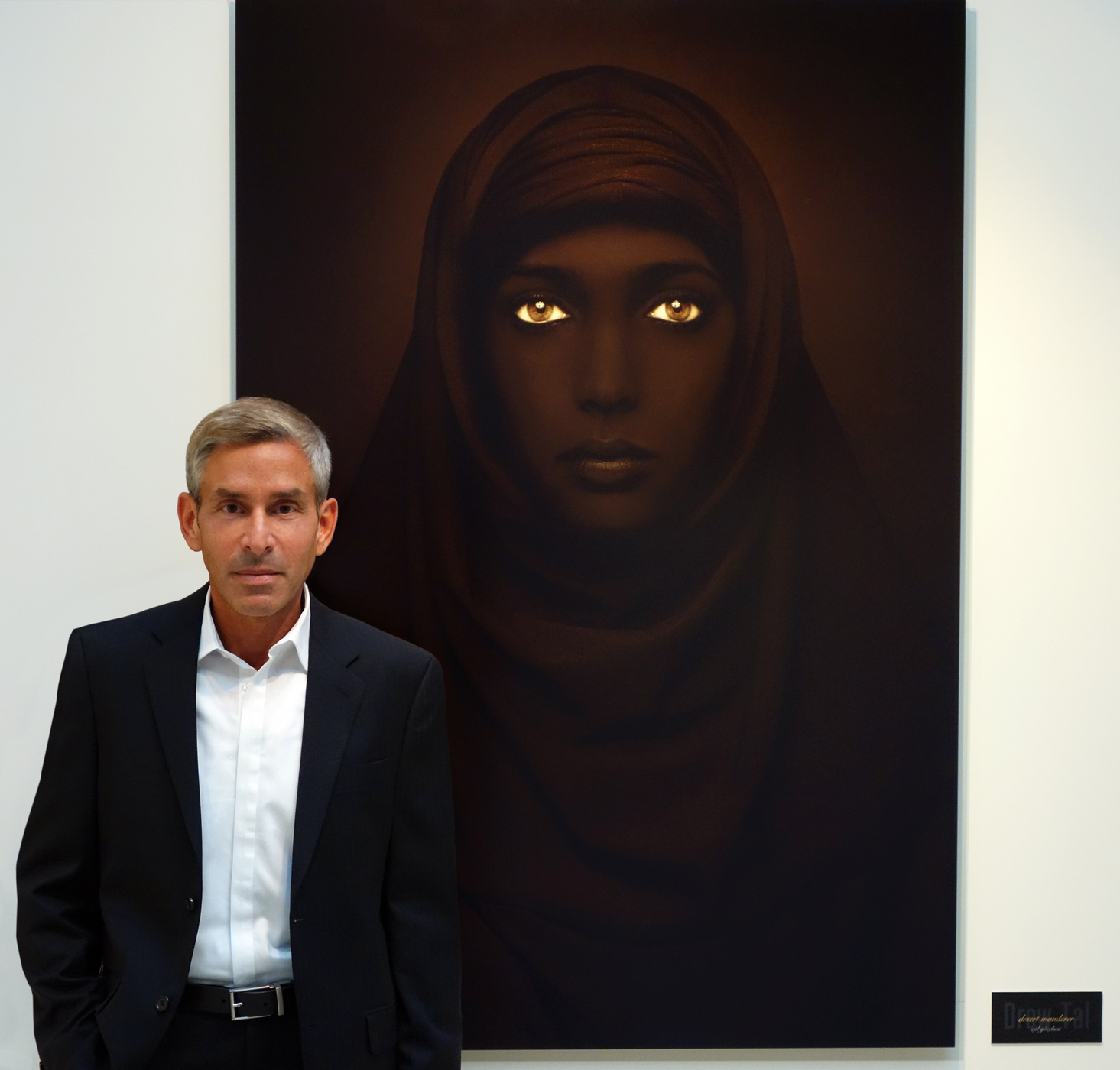
トルコでのイスタンブール・ビエンナーレにて、『Desert Wanderer』という作品とタル
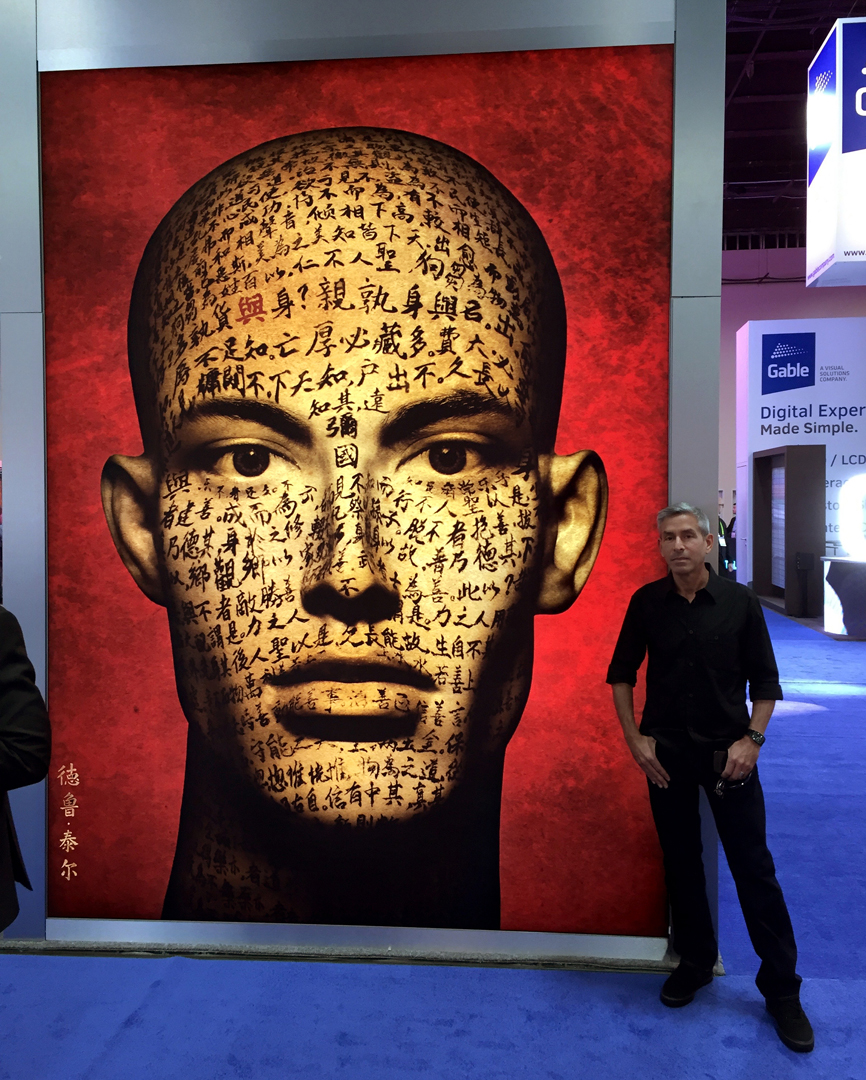
ラスベガスの販売展示会にて、『FaceBook of Tao』という作品とタル
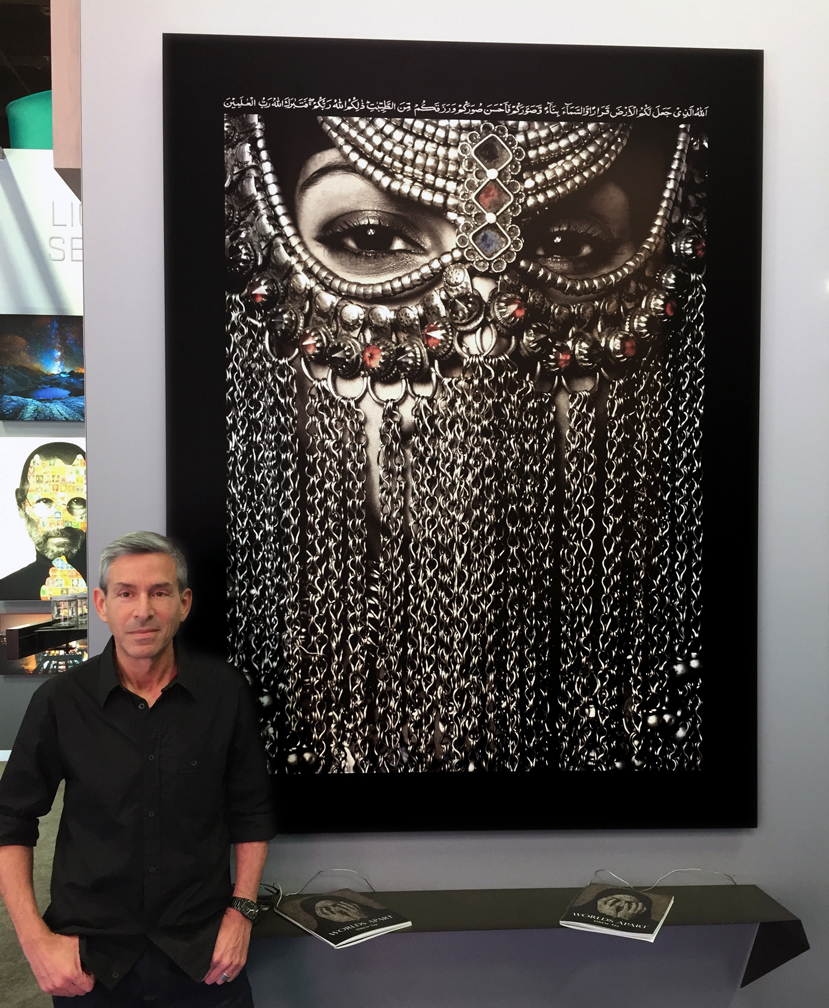
ラスベガスの販売展示会にて、『Silence』という作品とタル